# Kazimierz Flatau
Kazimierz Flatau (ur. 11 lipca 1910 w Warszawie, zm. 25 lipca 2000 w Poznaniu) – polski klawesynista, założyciel klasy klawesynu i nauczyciel w Państwowej Wyższej Szkole Muzycznej, krytyk muzyczny, wykładowca fizyki na Uniwersytecie im. Adama Mickiewicza w Poznaniu, tłumacz i astrolog.

## Życiorys
Urodził się w rodzinie o silnych korzeniach akademickich i kulturalnych. Jego ojciec, Julian Flatau, był profesorem chemii, a matka, Fanny Anna Landau z domu Lévy (ur. 28 stycznia 1880 w Odessie), była prawnikiem oraz tłumaczką. Jej rodzicami byli Anna i Michał Landauowie. Prowadziła w Poznaniu salon dla polskiej i rosyjskiej arystokracji.
Ukończył Państwowe Gimnazjum im. Karola Marcinkowskiego w Poznaniu w 1928 roku, następnie studia na Wydziale Matematyczno-Przyrodniczym Uniwersytetu Poznańskiego ze specjalizacją chemiczną. Równolegle z nauką szkolną uczęszczał do Konserwatorium Muzycznego w Poznaniu. Był uczniem profesorów Mieczysława Eichstaedta, Bohdana Zaleskiego i Zygmunta Lisickiego.
W 1931 pojechał do Francji, gdzie uczył się u Wandy Landowskiej w École de musique ancienne w Saint-Leu-la-Forêt. Był doskonałym klawesynistą i muzykologiem, specjalistą od muzyki barokowej. W 1948 r. założył klasę klawesynu w Państwowej Wyższej Szkole Muzycznej w Poznaniu. Przejęła ją po nim Zofia Brenczówna. W latach 1946–1950 uczestniczył w kilkudziesięciu audycjach ogólnopolskich emitowanych na żywo w Polskim Radiu. Występował z prof. Janem Rakowskim (altówka), a jako solista wykonywał na klawesynie utwory Johanna Sebastiana Bacha i innych kompozytorów z tamtej epoki. Reprezentował poznańską PWSM w jury I i II Międzynarodowego Konkursu Muzyki Dawnej w Łodzi w 1961 i 1964 r.
W maju 1945 roku kierował próbami zorganizowania w Szczecinie wyższej uczelni jako filii Uniwersytetu Poznańskiego.
Znał biegle kilkanaście języków. Pracował dla czasopism naukowych polskich (dla samego „Acta Physica Polonica” przetłumaczył ponad tysiąc prac od 1965 r.) i zagranicznych. Pełnił funkcję tłumacza w czasie odczytów i dyskusji, tłumaczył monografie, pieśni, podręczniki muzyczne. Brał udział w obradach jury konkursów im. Henryka Wieniawskiego (1952 i 1957) i V Konkursu Chopinowskiego (1955), tłumaczył w czasie Kongresu Intelektualistów we Wrocławiu w sierpniu 1948 r.
Należał do założonej w latach 1960. grupy literackiej „Złota Mozaika” (K. Flatau, F.M. Nowowiejski, L. Turkowski, K. Alberti). W latach 1946–1947 był krytykiem i sprawozdawcą w muzycznym tygodniku „Zryw”. W latach 1948–1949 pisał do czasopisma „Echo Teatralne i Muzyczne”.
Jeszcze w latach 30. zainteresował się astrologią. Był jednym z założycieli Stowarzyszenia Astrologów w Poznaniu, które powstało w 1978 r. i ma swoją siedzibę w Baranowie pod Poznaniem. W latach 80. był członkiem komitetu redakcyjnego wydawnictwa „Problemy Astrologii”, do którego napisał szereg artykułów.

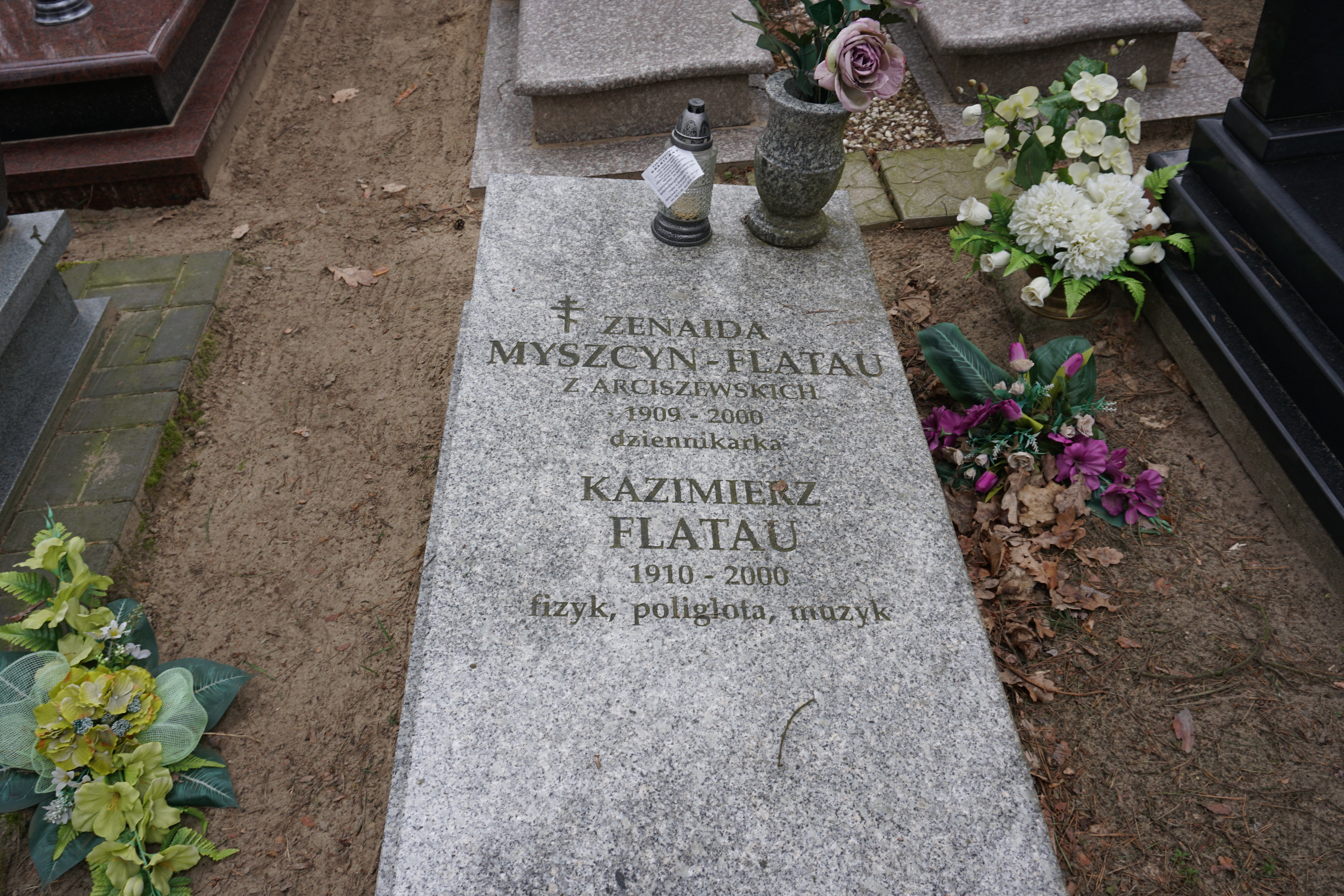
Grób Kazimierza Flataua na cmentarzu Miłostowo w Poznaniu

Uczestniczył w Poznańskim Czerwcu. Organy bezpieczeństwa PRL przez szereg lat inwigilowały Kazimierza Flataua. Pierwszą sprawę przeciwko niemu tajna policja wszczęła w marcu 1956 roku, prowadzono ją do grudnia 1957 roku. Kolejną prowadzono w latach 1963–1967 z polecenia Departamentu II MSW w Warszawie.
Został pochowany na cmentarzu Miłostowo w Poznaniu (pole 4, rząd 7, miejsce 69).
Miał siostrę Aleksandrę Flatau, która miała syna Krzysztofa Flataua. Po śmierci wuja Krzysztof Flatau został właścicielem secesyjnej kamienicy przy ul. Roosevelta 9 oraz znajdujących się w nim zbiorów. Dokumenty te w większości zostały przekazane do Bilioteki Raczyńskich w Poznaniu. Żoną Kazimierza Flataua była Zenaida Myszcynowa z domu Arciszewska.

## Międzynarodowy Festiwal imienia Kazimierza Flataua
Od 2022 roku odbywa się Międzynarodowy Festiwal imienia Kazimierza Flataua. Jest to wydarzenie muzyczne odbywające się w Poznaniu, które celebruje dziedzictwo Kazimierza Flataua. Festiwal, zorganizowany przez Stowarzyszenie Miłośników Kultury i Sztuki w Poznaniu, obejmuje koncerty i konferencje. Dyrektorem artystycznym jest Monika Woźniak.

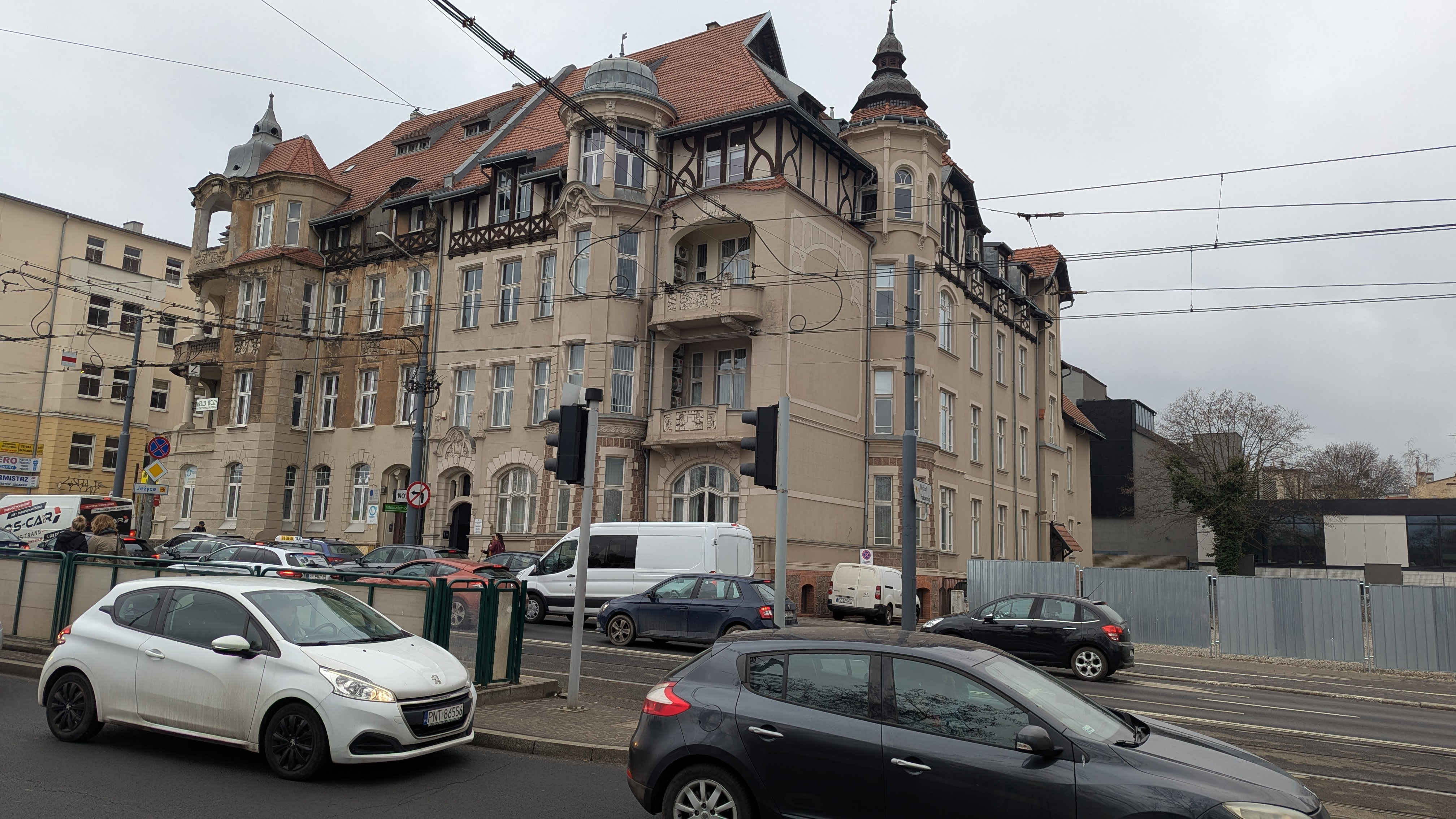
Roosevelta 9 (połowa budynku po prawej) Poznań. Na drugim piętrze mieszkał w nim Kazimierz Flatau.

## W filmie
W filmie „Zamek mojego ojca” w reżyserii Filipa Flataua opowiadającym o remoncie domu pokazany jest także Kazimierz Flatau i jego pokój na Roosevelta 9.